# Malick Thiaw
Malick Laye Thiaw (phát âm tiếng Đức: [ˈmalɪk ˈtʃaʊ]; sinh ngày 8 tháng 8 năm 2001) là một cầu thủ bóng đá chuyên nghiệp người Đức hiện thi đấu ở vị trí hậu vệ cho câu lạc bộ Newcastle United F.C. tại Premier League và đội tuyển quốc gia Đức.

## Sự nghiệp câu lạc bộ

### Những năm đầu tiên
Thiaw bắt đầu chơi bóng tại câu lạc bộ TV Kalkum-Wittlaer ở Düsseldorf và sau đó, anh chuyển đến Fortuna Düsseldorf. Thông qua các trung tâm thi đấu trẻ của Bayer 04 Leverkusen và Borussia Mönchengladbach, anh chuyển đến Schalke 04 với tư cách là cầu thủ đội trẻ hạng C. Tại đó, anh chơi thường xuyên ở các đội U17 và U19 của họ. Tại mùa giải trẻ hạng A 2018–19, anh đã lọt đến vòng 16 đội Junior Cup và vào bán kết chung kết giải vô địch cùng Schalke. Ở đó, Schalke đã phải thừa nhận thất bại trước nhà vô địch và đối thủ truyền kiếp Borussia Dortmund. Ở UEFA Youth League, Thiaw thi đấu tại tất cả các trận vòng bảng nhưng bị loại cùng đội.

### Schalke 04
Trong kỳ nghỉ đông của Bundesliga mùa giải 2019–20, Thiaw tham gia buổi huấn luyện của đội chuyên nghiệp và lần đầu tiên có tên trong đội hình trong trận thua 0-1 trước FC Bayern Munich ở tứ kết Cúp bóng đá Đức đầu năm 2020. Vào ngày thi đấu thứ 25 tại Bundesliga, anh được tung vào sân thay cho Jonjoe Kenny tại phút thứ 90 ngay trước khi trận đấu 1-1 trên sân nhà trước TSG 1899 Hoffenheim kết thúc. Tiếp theo, anh được thay người ba lần nữa và gia hạn hợp đồng với Schalke đến tháng 6 năm 2024. Vào mùa giải 2020–21, Thiaw được đôn lên đội một. Vào ngày 30 tháng 10 năm 2020, anh ghi bàn thắng đầu tiên ở giải VĐQG Đức với bàn thắng ấn định tỷ số 1-0 trong trận hòa 1-1 trước VfB Stuttgart vào ngày thi đấu thứ 6. Trong mùa giải đó, anh dã được sử dụng 19 trong 34 trận mùa này và thường xuyên có mặt trong đội hình xuất phát. Sau khi mùa giải 2020–21 kết thúc, FC Schalke 04 phải xuống hạng Bundesliga 2 sau 30 năm ở giải hạng nhất. Mặc dù vậy, Thiaw vẫn trung thành với đội bóng từ Gelsenkirchen và anh đã chính thức khẳng định mình là cầu thủ đội hình chính ở vị trí trung vệ vào mùa giải 2021/22. Anh đã lập hai bàn thắng để giúp Schalke quay trở lại Bundesliga. Vào phần đầu tiên của mùa giải 2022–23, Thiaw chơi thêm 3 trận trước khi rời Schalke.

### AC Milan
Cuối tháng 8 năm 2022, Thiaw rời Schalke 04 để chuyển sang A.C. Milan. Anh đã ký hợp đồng 5 năm với đội cho đến ngày 30 tháng 6 năm 2027. Trước năm 2023, anh chủ yếu là cầu thủ dự bị và từ tháng 2 năm 2023, anh đã giành một suất trong đội hình chính tại vị trí trung vệ. AC Milan đứng thứ 4 tại Serie A sau mùa giải đầu tiên của anh với đội và lọt vào bán kết UEFA Champions League, nơi mà AC Milan bị loại bởi đối thủ cùng thành phố, Inter Milan.

## Sự nghiệp quốc tế
Vào tháng 8 năm 2017, Thiaw được đề cử vào đội tuyển U-17 quốc gia Phần Lan nhưng anh không được sử dụng. Ngoài ra, anh cũng đủ điều kiện để chơi cho các cấp đội tuyển Sénégal.
Vào tháng 3 năm 2021, Stefan Kuntz đề cử anh vào đội tuyển U-21 Đức để tham dự Giải vô địch U-21 châu Âu 2021 tại Slovenia và Hungary từ cuối tháng 5 đến đầu tháng 6 do ảnh hưởng của đại dịch COVID-19. Tại giải đấu này, anh là lựa chọn hàng trung vệ sau Amos Pieper và Nico Schlotterbeck. Anh không được sử dụng trong ba trận vòng loại và cũng không được đề cử tại vòng chung kết. Sau khi giải vô đich U-21 châu Âu kết thúc, đội tuyển Đức trở thành nhà vô địch mà không có anh. Anh đã chơi trận đấu quốc tế đầu tiên cho đội U-21 ở vòng loại Giải vô địch châu Âu ở Serravalle gặp San Marino vào ngày 2 tháng 9 năm 2021. Năm ngày sau, anh ghi bàn thắng đầu tiên cho đội U21 ở Latvia.
Do Armel Bella-Kotchap phải nghỉ thi đấu vì chấn thương, huấn luyện viên quốc gia Hansi Flick đã gọi anh lên đội tuyển quốc gia Đức vào tháng 3 năm 2023. Thiaw chơi trong hai trận quốc tế đầu tiên cho đội tuyển Đức vào ngày 16 và 20 tháng 6 năm 2023 trong hai trận thua trong các trận giao hữu trước Ba Lan và Colombia. Tại các trận này, anh luôn có mặt trong đội hình xuất phát.

## Đời tư
Thiaw sinh ra và lớn lên ở Düsseldorf tại một gia đình với bố là người Sénégal và mẹ là người Phần Lan. Mẹ anh từng là vận động viên điền kinh và cha anh từng là thủ môn bóng đá ở Sénégal. Ban đầu, anh chỉ mang quốc tịch Phần Lan. Vào mùa xuân năm 2021, anh mang quốc tịch Đức thông qua việc nhập tịch.
Ngoài tiếng Đức, anh còn nói được tiếng Phần Lan, tiếng Anh và tiếng Wolof và đã học tiếng Ý kể từ khi chuyển đến Milan. Tiếng Phần Lan chủ yếu được nói trong gia đình.

## Thống kê sự nghiệp

### Câu lạc bộ
Tính đến 9 tháng 5 năm 2025
| Câu lạc bộ          | Mùa giải            | Giải vô địch        | Giải vô địch | Giải vô địch | Cúp quốc gia | Cúp quốc gia | Cúp Liên đoàn | Cúp Liên đoàn | Châu lục | Châu lục | Khác | Khác | Tổng cộng | Tổng cộng |
| Câu lạc bộ          | Mùa giải            | Hạng đấu            | Trận         | Bàn          | Trận         | Bàn          | Trận          | Bàn           | Trận     | Bàn      | Trận | Bàn  | Trận      | Bàn       |
| ------------------- | ------------------- | ------------------- | ------------ | ------------ | ------------ | ------------ | ------------- | ------------- | -------- | -------- | ---- | ---- | --------- | --------- |
| Schalke 04          | 2019–20             | Bundesliga          | 4            | 0            | 0            | 0            | –             | –             | –        | –        | –    | –    | 4         | 0         |
| Schalke 04          | 2020–21             | Bundesliga          | 19           | 1            | 3            | 0            | –             | –             | –        | –        | –    | –    | 22        | 1         |
| Schalke 04          | 2021–22             | 2. Bundesliga       | 31           | 2            | 1            | 0            | –             | –             | –        | –        | –    | –    | 32        | 2         |
| Schalke 04          | 2022–23             | Bundesliga          | 3            | 0            | 0            | 0            | –             | –             | –        | –        | –    | –    | 3         | 0         |
| Schalke 04          | Tổng cộng           | Tổng cộng           | 57           | 3            | 4            | 0            | –             | –             | –        | –        | –    | –    | 61        | 3         |
| AC Milan            | 2022–23             | Serie A             | 20           | 0            | 0            | 0            | –             | –             | 4        | 0        | –    | –    | 24        | 0         |
| AC Milan            | 2023–24             | Serie A             | 21           | 0            | 0            | 0            | –             | –             | 9        | 0        | –    | –    | 30        | 0         |
| AC Milan            | 2024–25             | Serie A             | 22           | 0            | 2            | 0            | –             | –             | 5        | 1        | 2    | 0    | 31        | 1         |
| AC Milan            | Tổng cộng           | Tổng cộng           | 63           | 0            | 2            | 0            | –             | –             | 18       | 1        | 2    | 0    | 85        | 1         |
| Newcastle United    | 2025–26             | Premier League      | 0            | 0            | 0            | 0            | 0             | 0             | 0        | 0        | –    | –    | 0         | 0         |
| Tổng cộng sự nghiệp | Tổng cộng sự nghiệp | Tổng cộng sự nghiệp | 120          | 3            | 6            | 0            | 0             | 0             | 18       | 1        | 2    | 0    | 146       | 4         |

1. ↑  Bao gồm DFB-Pokal, Coppa Italia và FA Cup
2. ↑  Bao gồm EFL Cup
3. 1 2 3  Ra sân tại UEFA Champions League
4. ↑  Ra sân năm lần tại UEFA Champions League, ra sân bốn lần tại UEFA Europa League
5. ↑  Ra sân tại Supercoppa Italiana

### Quốc tế
Tính đến 17 tháng 10 năm 2023
| Đội tuyển quốc gia | Năm       | Trận | Bàn |
| ------------------ | --------- | ---- | --- |
| Đức                | 2023      | 3    | 0   |
| Tổng cộng          | Tổng cộng | 3    | 0   |

## Danh hiệu
Schalke 04
- 2. Bundesliga: 2021–22

AC Milan
- Supercoppa Italiana: 2024–25